# Коротка історія тракторів по-українськи
«Коротка історія тракторів по-українськи» (англ. A Short History of Tractors in Ukrainian) — роман британської письменниці українського походження Марини Левицької, що вийшов 2005 року у видавництві «Viking» (Penguin Books).
Роман здобув низку престижних нагород і перекладений багатьма європейськими мовами. У червні 2013 року роман вийшов українською мовою у видавництві «Темпора».

## Синопсис
У романі в комічній формі зображено різну реакцію двох доньок, коли їхній батько-вдівець одружується з набагато молодшою за нього іммігранткою з України. Батько, колишній інженер, пише українською мовою книжку, присвячену історії тракторів. Уривки з цієї книжки наведено в тексті роману. 
Роман написаний від першої особи, якою виступає одна з доньок, Надія. Після того, як батько після смерті дружини вирішує одружитися вдруге, Надія обурена й збентежена, особливо зустрівшись із майбутньою мачухою — нахабною і ласою до багатства Валентиною. Валентина стала ураганом у житті сестер, зближаючи їх у боротьбі зі спільним ворогом, коли наміри вдівця стають дедалі зрозуміліші. Відкриваються родинні таємниці, і батько дівчат під впливом своєї нареченої поступово слабне й утрачає чоловічу силу, аж доки пута не розриваються.

## Видання українською
Марина Левицька. Коротка історія тракторів по-українськи. Переклад з англійської Олекса Негребецький. Київ, Україна: Темпора. 2013 р. 301 стор.  ISBN 978-617-569-144-1